# Charles Grant
Charles Grant, 1. baron Glenelg (26. října 1778, Kalkata, Indie – 23. dubna 1866, Cannes, Francie) byl britský státník. V rodinné tradici se od mládí věnoval problematice obchodu a kolonií a byl dlouholetým členem Dolní sněmovny. Během své kariéry změnil politickou orientaci a přešel od toryů k whigům. Několikrát byl členem vlády, mimo jiné zastával funkce ministra obchodu (1827–1828) nebo ministra války a kolonií (1835–1839). Od roku 1835 byl s titulem barona členem Sněmovny lordů.

## Životopis
Pocházel ze skotské šlechtické rodiny, byl synem Charlese Granta (1746–1823), který byl významnou osobností Východoindické společnosti a dlouholetým členem Dolní sněmovny. V době otcova působení v Indii se narodil v Kalkatě, studoval soukromě a poté v letech 1795–1801 na univerzitě v Cambridgi. Původně působil jako právník a v letech 1811–1835 byl členem Dolní sněmovny. V letech 1813–1818 zastával ve vládě nižší funkci lorda pokladu, poté byl státním sekretářem pro Irsko (1819–1823) a od roku 1819 též členem irské Tajné rady. V letech 1823–1827 viceprezidentem úřadu pro obchod. V Goderichově vládě byl ministrem obchodu a zároveň prezidentem úřadu námořního pokladu (Navy Treasurer, 1827–1828). Koncem 20. let přešel od toryů k whigům a díky tomu v Greyově vládě zastával funkci prezidenta kontrolního úřadu Východoindické společnosti (1830–1834); v tomto úřadu se zasloužil o schválení zákona o Indii (Government of India Act, 1833). V Melbournově vládě byl ministrem války a kolonií (1835–1839), z funkce odstoupil po neúspěchu své politiky v Kanadě. V roce 1835 získal titul barona a vstoupil do Sněmovny lordů. Ze zdravotních důvodů pobýval poslední léta života v jižní Francii. Zemřel svobodný a titul barona zanikl jeho úmrtím. Na oxfordské univerzitě získal čestný doktorát a byl členem Královské společnosti.
Charlesův mladší bratr Robert Grant (1779–1838) byl členem Dolní sněmovny, zastával funkce v justici a státní správě a nakonec byl guvernérem v Bombaji (1834–1838).